# Cimetière des Fous d'Évreux
 (avril 2022).

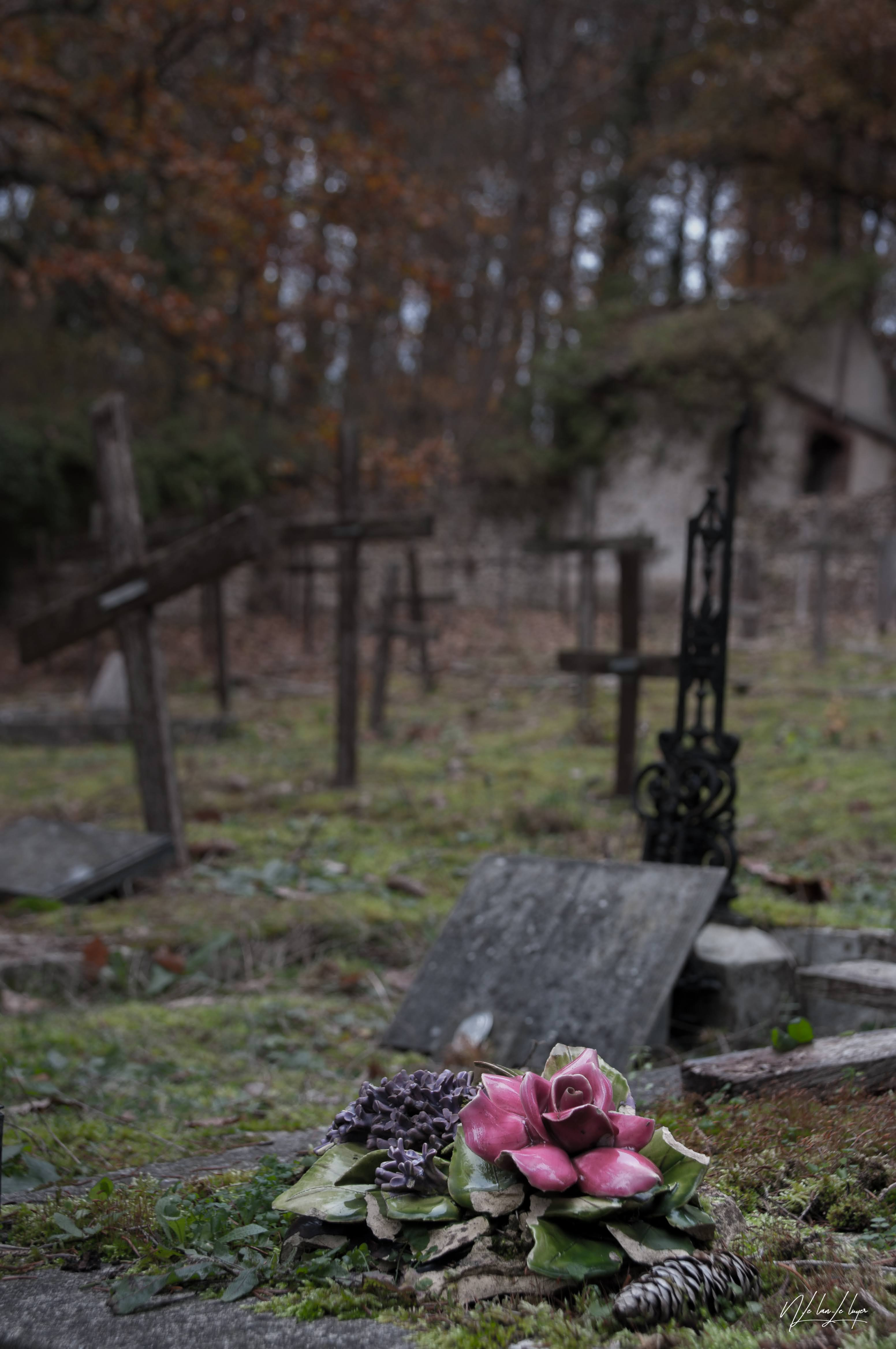
Vue du cimetière des Fous d'Évreux.

Le cimetière de l'hôpital de Navarre, dit aussi « cimetière des Fous », est un lieu de sépulture situé dans le département de l'Eure, sur le territoire de la commune d'Évreux, en France.

## Localisation
Le cimetière se trouve au sud-ouest de la ville, rue de Conches (D830), dans le petit-bois qui jouxte l'arrière du Nouvel hôpital de Navarre. On y accède difficilement en empruntant des sentiers pierreux situés entre la rue du Buisson et le lieu-dit, la Queue d'Hirondelle.

## Historique

### L'hôpital de Navarre
L'Asile d'Aliénés d'Évreux, situé dans le quartier de Navarre, a plus de 150 ans. Son histoire est retracée à travers les objets et les archives du musée consacré à ce lieu par deux anciens cadres de l'hôpital. 
C'est à la suite de la loi de Jean-Étienne Esquirol en 1838, instaurée sous le règne de Louis-Philippe, que tous les départements français ont dû se doter d'un asile psychiatrique. Le but était d'y recevoir tous les malades de l'époque, ainsi qu'un certains nombres d'indigents, trop pauvres pour subvenir à leurs besoins. L'asile de Navarre a ouvert ses portes en 1866, après 5 années de travaux, et il pouvait alors accueillir jusqu'à 300 pensionnaires.
Au cours des années 1920, plus de 1000 patients pouvaient être réunis dans le centre hospitalier. L'hôpital changera de nom à de nombreuses reprises, devenant Hôpital Psychiatrique en 1937, puis Centre Hospitalier Spécialisé de Navarre, avant de devenir l'actuel Nouvel Hôpital de Navarre.

### Naissance, vie et mort du cimetière
En 1865, une épidémie de choléra s'abat sur tout le territoire français ; cette épidémie est la plus grave depuis celle de 1832. Le chemin de fer, alors en pleine expansion, permet à l'épidémie de se propager et c'est sans doute ainsi que le choléra arrive à Évreux.
L'hôpital psychiatrique de Navarre, encore appelé à cette époque « asile d'aliénés », dont l'ouverture n'a eu lieu que quelques mois plus tôt, n'échappe pas à la crise sanitaire. La promiscuité rend les décès nombreux dans l'établissement qui ne dispose que de peu de moyens pour enrayer le mal (enfumage des locaux avec des branches de genévriers, change journalier de la paille des sabots…).
En 1866, afin de limiter la circulation de corps contaminés dans la ville d'Évreux mais aussi, afin de ne pas affoler la population avec la multiplication des convois mortuaires, le préfet autorise l'asile d'aliénés de Navarre à fonder un cimetière dans le bois situé en arrière de l'hôpital, bien à l'abri des regards. On enterre alors, les internés, les religieuses, les membres du personnel de l'asile.
Bien après la fin des épidémies de choléra, le cimetière va rester en activité. Dans une France où la psychiatrie demeure un sujet tabou, pendant un peu plus de cent ans, des patients de l'hôpital vont être inhumés dans cet écrin de verdure, à l'écart du reste de la société. 
Mais les tombes des patients ne seront pas seules car à leur côté, se trouvent celles de membres du personnel hospitalier, de religieuses, d'un médecin, d'un soldat mort pour la France… On estime à plus de 1 700 le nombre des personnes inhumées dans le cimetière des Fous même si, bon nombre de ces personnes ont été crématisées puis réinhumés dans la fosse commune du cimetière.
Petit à petit, les obsèques vont se faire de plus en plus rares et, en 1974, les dernières inhumations ont lieu dans ce cimetière. 
En 2010, le terrain sur lequel se trouve le cimetière fut cédé par l'hôpital de Navarre à l'État français qui décide de désacraliser le cimetière des Fous. Cette cession fut une étape dans le projet de contournement autoroutier de la ville d'Évreux, le cimetière devant être enseveli sous la future autoroute.

## Description
Ce « champ du repos » est une parcelle rectangulaire de 2 700 m2, clairière au milieu du bois environnant, entourée d'un mur de briques et de moellons. À l'entrée, la loge du gardien a été depuis longtemps vandalisée. Le cimetière ne compte que très peu de monuments en pierre, il s'agit plutôt d'un alignement de croix en bois dont certaines portent encore une petite plaque de métal indiquant le nom de la personne inhumée sous la croix. Au centre, un calvaire assez imposant veille sur les 522 tombes encore visibles. Dans le coin nord du cimetière, une petite bâtisse renferme les restes d'un four crématoire.
Depuis plusieurs années, le cimetière des Fous n'est plus entretenu. Les herbes folles recouvrent désormais les tombes et les allées. Les croix rongées par l'humidité et les années se disloquent et se couchent tour à tour dans les fougères, plongeant dans l'anonymat de plus en plus de tombes. 

## Controverse
Pendant plus de 10 ans, ce rachat ne suscita que très peu d'émotion. Mais début 2021, alors que les engins de chantier se rapprochaient de l'enceinte du cimetière, Manon Maurin, une jeune conseillère funéraire habitante de Marcilly-la-Campagne dans l'Eure, a créé l'émoi en publiant une pétition dans le but de préserver le cimetière des Fous. Rapidement, la pétition signée par plus de 22000 personnes a attiré l'attention des médias,,, ; et petit à petit, des associations, des employés de l'hôpital de Navarre, des passionnés, des professionnels du funéraire et du droit sont venus rejoindre Manon Maurin dans son combat. Ce mouvement populaire a engagé un bras de fer avec la préfecture de l'Eure et la DREAL de Normandie pour la défense du cimetière des Fous d'Évreux. En 2023, la préfecture annonce que les corps seront exhumés.